# Myotis federatus
Myotis federatus — вид рукокрилих ссавців з родини лиликових.

## Таксономічна примітка
Таксон відокремлено від M. montivagus.

## Поширення
Країни проживання: Малайзія, Індонезія?.

## Спосіб життя
Цей кажан був зареєстрований на висоті 900 м над рівнем моря в Улу Гомбаку та Гентінг Хайлендс. Один екземпляр був спійманий у печерах Бату поблизу Куала-Лумпура.